# Josef Domitrovitsch
Josef Domitrovitsch SDB (* 14. März 1893 in Szombately (Sumetendorf); † 27. Februar 1962) war ein ungarischer Ordensgeistlicher, Missionar und römisch-katholischer Bischof.

## Leben
Als ältestes von zehn Kindern einer ungarischen Bauernfamilie, zeigte er schon früh Neigung für den Priesterberuf. Zunächst musste er allerdings zum Lebensunterhalt der Familie beitragen. Durch einen Freund erfuhr er vom Institut für Spätberufene der Salesianer Don Boscos in Penango, wohin er dann auch durch seinen Pfarrer vermittelt und 1912 aufgenommen wurde. Da aber 1912 die Salesianer auch in Wien ihr Gymnasium eröffneten, wechselte er zum Studium dorthin. Um ihn vor dem Militärdienst zu bewahren, kleidete ihn Direktor August Hlond 1915 vorzeitig als Kleriker ein und schickte ihn ins Noviziat nach Wernsee. 1916 legte er die ersten Gelübde ab. Nach dem Studium der Philosophie und dem pädagogischen Praktikum in Wien studierte er Theologie in Foglizzo. Nach seiner Priesterweihe am 18. November 1923, promovierte er an der Turiner Universität.
1924 ging er in die Mission nach Südamerika, zunächst zur Unterstützung des späteren Bischofs Pedro Massa am Rio Negro in Brasilien. 1927 trat er die Nachfolge von Don Balzola in Mato Grosso am Amazonas an, wo er sechs Jahre lang wirkte. 1934 kehrte er in seine ungarische Heimat zurück. Die ersten sechs Monate lang musste er aufgrund einer lebensbedrohlichen Lungenentzündung das Krankenbett in einer Klinik hüten. Nach der Genesung kehrte er in die Mission zurück, gemeinsam mit fünf Schwestern, die er dem Erzbischof von Belém do Pará, Antônio de Almeida Lustosa SDB, unterstellte. Wenig später wurde Domitrovitsch selbst zum Apostolischen Delegaten dieses Instituts ernannt.
Nachdem er in Deutschland und in Nordamerika Mittel für das seinem Bischof unterstellte Missionsgebiet sammelte und auch sechs Missionare gewinnen konnte, wurde er nach seiner Rückkehr 1939 in das Gebiet zwischen Venezuela und Kolumbien geschickt, wo er eine Kirche, zwei Heime, ein Krankenhaus sowie ein großes landwirtschaftliches Gut erbaute. Gesundheitlich angeschlagen versetzte man ihn 1945 als Pfarrer in eine klimatisch mildere Gegend.
Papst Pius XII. ernannte ihn schließlich am 19. Dezember 1949 zum Koadjutorprälaten von Rio Negro mit dem Titularbistum Podalia, die Bischofsweihe empfing er am 19. März 1950 in der Herz-Jesu-Kirche von São Paulo durch den Apostolischen Nuntius, Erzbischof Carlo Chiarlo. Am 5. August 1961 wurde er zum ersten Prälaten der neuerrichteten Territorialprälatur Humaitá  ernannt. Der befreundete Gouverneur des Gebiets am Amazonas schenkte ihm ein großes Gut als Basis für eine weitere Missionstätigkeit. Doch fortgesetzte Anfälle von Angina Pectoris verhinderten dies. Betreut von Don-Bosco-Schwestern starb er nur drei Monate nach der Einführung als Prälat von Humaitá im Alter von 69 Jahren.